# Real Casa dei Matti di Palermo
(Pietro Pisani)
La Real Casa dei Matti di Palermo (oggi Ospedale psichiatrico Pietro Pisani) era un luogo di cura delle malattie psichiatriche, fondato il 10 agosto 1824 dal barone del Regno delle Due Sicilie Pietro Pisani. Assunse il titolo onorifico regio con decreto del 21 agosto 1825 firmato da Re Francesco I delle Due Sicilie. Esso rappresenta uno dei primi esempi in Europa di struttura psichiatrica espressamente dedicata a questo scopo, ed è stato tra i pionieri dell'applicazione dei metodi di cura basati sull'approccio psicologico prevalente rispetto a quello farmacologico.

## Storia
Nel 1824 il barone Pietro Pisani, già deputato a diverse cariche pubbliche, ottenne dal luogotenente generale in Sicilia, marchese Pietro Ugo, l'autorizzazione a costruire una casa di cura dedicata espressamente alle patologie psichiatriche.
Inizialmente collocata nell'ex-noviziato dei Padri Teresiani ai Porrazzi, la struttura crebbe a tal punto da suscitare il lusinghiero apprezzamento pubblico, tanto che il "Giornale dell'Intendenza" di Palermo scrisse nel 1825: "lo spedale dei matti (...) affidato alle cure di un deputato pieno di filantropiche idee, ha grandemente migliorato il suo aspetto e si è già, mercé l'aumento delle risorse, incamminato per quella perfezione che dovrà un giorno portarlo al livello dei primi stabilimenti di materia esistenti in Europa".
Contrariamente a quanto avveniva nella maggior parte delle strutture europee consimili, nella Real Casa fu abolita la pratica della segregazione dei malati, dell'uso delle catene e delle bastonature. Al contrario, si diede spazio al cosiddetto "trattamento morale", vale a dire all'approccio psicologico basato sulla separazione dei pazienti psichiatrici dagli altri ammalati, dalla loro osservazione, e dall'applicazione terapeutica di divertimenti e svaghi, nonché dell'ergoterapia. Pisani, con la collaborazione del dottor Paladino, mise in pratica l'approccio seguito da eminenti voci della psichiatria dell'epoca, quali Jean-Étienne Dominique Esquirol, Johann Gaspar Spurzheim (uno dei fondatori della frenologia) e Philippe Pinel.
Anche la struttura fu concepita in maniera tale da poter riuscire di supporto rispetto al nuovo approccio. Basata su una rigorosa divisione dei sessi, posta immediatamente al di fuori della cerchia urbana di Palermo, era provvista di giardini ed orti, dove i pazienti potevano passare del tempo all'aria aperta e, ove ne fossero capaci, dedicarsi alla coltivazione di alimenti poi usati nell'istituto, secondo il succitato principio ergoterapico.
Al loro arrivo, i pazienti venivano lavati e cambiati d'abito, ed avviati ad un regime di isolamento dal mondo esterno, se non per le persone dedicate alla loro cura. Tale atteggiamento era derivato dall'osservazione che un ambiente costante e ripetitivo era di giovamento rispetto al ristabilirsi dei pazienti. Anche le visite dei parenti venivano consentite solo nel caso in cui i pazienti fossero praticamente guariti e vicino alla dismissione. Veniva inoltre effettuata una suddivisione tra pazienti "maniaci", "malinconici", "imbecilli" ed "ebeti". Ad essi veniva applicato un approccio differenziato, a seconda dell'appartenenza all'una o all'altra categoria.
I "maniaci" venivano tenuti in libertà, invece che segregati com'era d'uso, anche se sotto stretta sorveglianza. Nel caso in cui scoppiassero in crisi di furore, e rischiassero di nuocere fisicamente a sé stessi ed agli altri, venivano costretti in camicie di forza e messi a dormire in amache, cosa che spesso sortiva l'effetto di calmarli.
Per i "malinconici", invece, veniva usato l'approccio di tenerli tutti insieme in un ambiente con le pareti dipinte a fiori di colori vivaci, con finestre ampie e luminose. La terapia applicata consisteva in passeggiate, nell'ergoterapia, nell'ascolto della musica o di brani di poesia. Tale strategia sortiva buoni effetti, tanto che i malati costruirono un piccolo teatro alla greca, e qui venivano tenuti spettacoli e balli, che ne risollevavano la condizione.
"Ebeti" ed "imbecilli" erano anch'essi separati dagli altri, e veniva ad essi applicato il medesimo approccio che ai malinconici.
La struttura veniva tenuta in condizioni perfette di pulizia, e gli stessi pazienti collaboravano a questo lavoro, nonché alle operazioni di cucina, manutenzione, o persino all'acquisto di quanto necessario.
Ove possibile,i pazienti venivano portati a fare lunghe passeggiate in campagna, e persino a feste campestri, dove essi restavano in grande tranquillità.
L'approccio innovativo del barone Pisani, la grande accoglienza degli ambienti, la serenità dei pazienti, fu riportata da Nathaniel Parker Willis nella sua opera The Madhouse to Palermo, pubblicato su The Metropolitan Magazine, come esempio da seguire per le erigende case di cura negli Stati Uniti. Da quest'opera, e grazie anche alla sua amicizia con Willis, Edgar Allan Poe trasse ispirazione per il suo racconto The system of Dr. Tarr and Professor Fether.